# Orehek pri Materiji
Orehek pri Materiji – wieś w Słowenii, w gminie Hrpelje-Kozina. 1 stycznia 2017 liczyła 15 mieszkańców.